# سده بوکر

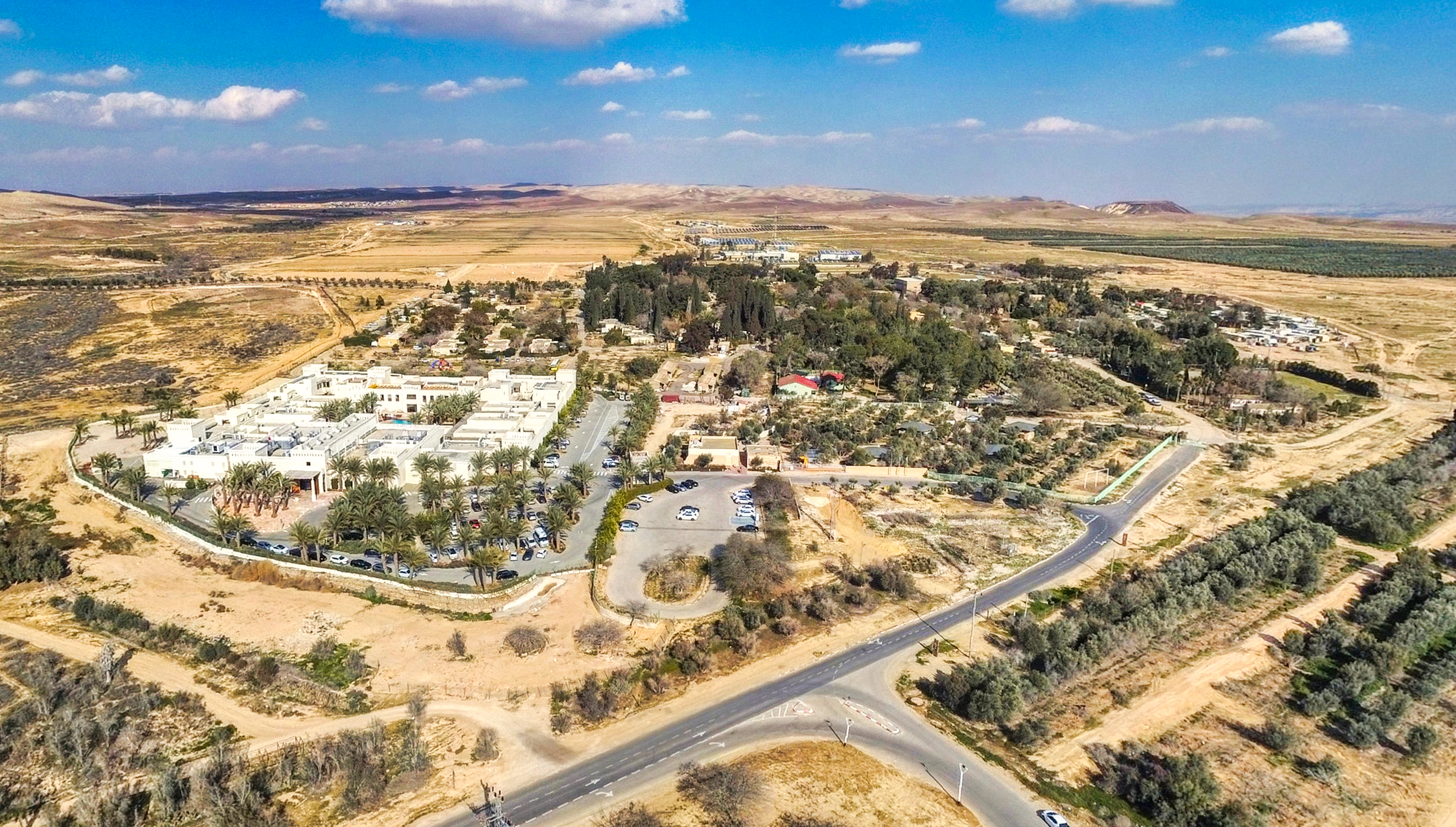
سده بوکر

سده بوکر (به عبری: שדה בוקר) کیبوتصی در صحرای نگب، واقع در استان جنوب اسرائیل است.

## موزهٔ کومهٔ بن گوریون
کومهٔ بن گوریون در سدِه بوکِر واقع شده‌است. کومه را داوید بن گوریون، نخستین نخست‌وزیر اسرائیل برای زندگی خودش و همسرش پائولا ساخت.